# KFC Rapide Wezemaal
KFC Rapide Wezemaal est un club belge de football féminin fondé en 1983. Il est situé à Wezemaal dans la province de Brabant flamand. Son équipe première a été absorbée, en 2008, par le Saint-Trond VV dont elle est devenue la section féminine. L'ancienne équipe réserve du club n'a pas suivi la fusion avec Saint-Trond et a conservé l'appellation « KFC Rapide Wezemaal » en tant qu'équipe première.
Lors de la saison 2018-2019, le club stoppe ses activités.

## Histoire
En 1983, une section féminine est créée au sein du KFC Rapide Wezemaal. C'est en 1988 que l'équipe atteint la D2. Il faut trois ans pour que le KFC Rapide Wezemaal devienne champion, l’équipe termine invaincue et réalise une différence de buts de + 148 en 22 matchs. Rapide Wezemaal est promu en D1. La première saison est difficile, après, le club devient rapidement l'une des valeurs sûres. Pour le 10e anniversaire , c'est une victoire en Coupe de Belgique. En 1997, c'est une 2e Coupe de Belgique et en 1999, le club est vice-champion en terminant avec autant de points que le VCD Eendracht Alost.

La première décennie du 21e siècle est une bonne période pour le Rapide Wezemaal. En 2001, 2003 et 2004, l’équipe gagne trois fois la Coupe de Belgique. En championnat, le club est trois fois de suite vice-champion en 2001, 2002 et 2003 avant d’être champion pour la 1re fois en 2004, en terminant invaincu et une différence de buts de + 152. Le titre est également remporté les trois saisons suivantes. En 2006, une nouvelle finale de Coupe de Belgique avec une défaite contre le Standard Fémina de Liège, mais en 2007, c'est une nouvelle victoire. Au cours de cette période, le club remporte deux Super Coupe de Belgique.

Le club joue quatre saisons au niveau européen. Lors des deux premières participations en 2004-2005 et 2005-2006, le Rapide Wezemaal termine 3e la première phase de groupe. En 2006-2007 , la première phase de groupes est remportée, l'équipe est 3e de la deuxième phase de groupe. Le point culminant est en 2007-2008, les quarts de finale sont atteints.

En 2007 , la section féminine se détache du KFC Rapide Wezemaal. Le nouveau club est le Football Club Ladies Rapide Wezemaal, il termine 3e du championnat.
En 2008, le Saint-Trond VV absorbe le FCL Rapide Wezemaal. Au départ, l'équipe B est éincluse dans le nouveau club, mais pourrait continuer à jouer ses matchs à Wezemaal. Parce que cette équipe B craint de devoir quitter son terrain fétiche et de devoir se rendre à Saint-Trond à l’avenir, elle décide de redevenir la section féminine du KFC Rapide Wezemaal.

En 2019, le Rapide Wezemaal devient champion de 1re provinciale du Brabant flamand.

## Palmarès
- Champion 1re provinciale Brabant flamand (1) : 2019
- Champion de Belgique (4) : 2004 - 2005 - 2006 - 2007
- Vice-Champion de Belgique (3) : 1999 - 2002 - 2003
- Vainqueur de la Coupe de Belgique (6) : 1993 - 1997 - 2001 - 2003 - 2004 - 2007
- Finaliste de la Coupe de Belgique (2) : 1999 - 2006
- Vainqueur de la Super Coupe de Belgique (1) : 2006
- Doublé Championnat de Belgique-Coupe de Belgique (2) : 2004 - 2007
- Doublé Championnat de Belgique-Super Coupe de Belgique (1) : 2006
- Champion de Belgique D2 (1) : 1991

### Bilan
- 12 titres

### Records
- 0 : le nombre de défaites (2003-2004)
- 25 : le nombre de victoires (2003-2004)
- 76 : le plus grand nombre de points obtenus dans un championnat avec la victoire à 3 points (2003-2004)
- 161 : le plus grand nombre de buts marqués (2003-2004)

## Coupe UEFA
| Saison    | Compétition | Tour                      | Resultats | Adversaire             |
| --------- | ----------- | ------------------------- | --------- | ---------------------- |
| 2004-2005 | Coupe UEFA  | 1er tour de qualification | 1-4       | ŽFK Mašinac PZP Niš    |
|           |             |                           | 2-3       | Hibernian Ladies       |
|           |             |                           | 2-0       | ŽNK Dinamo-Maksimir    |
| 2005-2006 | Coupe UEFA  | 1er tour de qualification | 1-2       | SV Saestum             |
|           |             |                           | 0-3       | Athletic Bilbao        |
|           |             |                           | 5-1       | Glasgow City LFC       |
| 2006-2007 | Coupe UEFA  | 1er tour de qualification | 5-0       | ŽNK Pomurje            |
|           |             |                           | 7-0       | Pärnu JK               |
|           |             |                           | 6-1       | ŽFK Mašinac PZP Niš    |
|           |             | 2e tour de qualification  | 0-1       | 1. FFC Turbine Potsdam |
|           |             |                           | 4-2       | Sparta Prague          |
|           |             |                           | 0-2       | SV Saestum             |
| 2007-2008 | Coupe UEFA  | 1er tour de qualification | 2-0       | Cardiff City LFC       |
|           |             |                           | 2-0       | ŽNK Osijek             |
|           |             |                           | 1-0       | 1º Dezembro            |
|           |             | 2e tour de qualification  | 2-1       | Everton LFC            |
|           |             |                           | 0-4       | Valur Reykjavik        |
|           |             |                           | 1-1       | 1. FFC Francfort       |
|           |             | Quarts de finale          | 0-4 0-6   | Umeå IK                |

### Bilan
- 20 matchs; 10 victoires, 1 nul, 9 défaites; 41 buts marqués, 35 buts encaissés

## Joueuses emblématiques
- Femke Maes
- Kristel Verelst
- Imke Courtois